# Thomas Coke

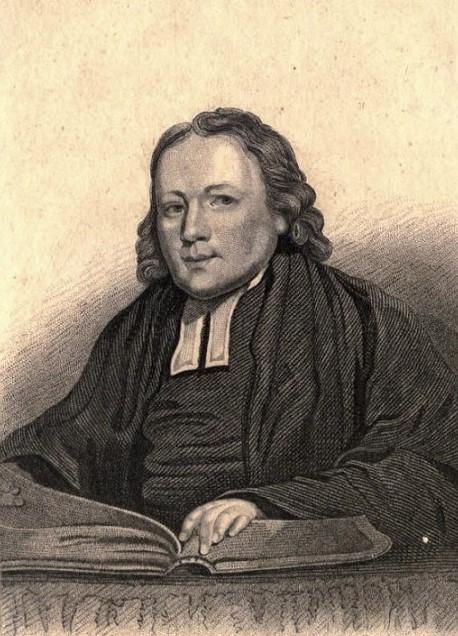
Thomas Coke

Thomas Coke (* 9. September 1747 in Brecon, Wales; † 3. Mai 1814 vor Ceylon) war ein anglikanischer Pfarrer und der erste methodistische Bischof. Er wurde auf der Weihnachtskonferenz 1784 in Baltimore, Maryland, zusammen mit seinem Predigerkollegen Francis Asbury zu Superintendenten der Bischöflichen Methodistenkirche in den USA gewählt. Er war zudem die rechte Hand von John Wesley und Gründer der methodistischen Mission in Übersee.

## Leben
Coke war der Sohn von Bartholomew Coke, eines wohlhabenden Apothekers. Er studierte am Christ College in Brecon und am Jesus College der Universität von Oxford, wo er 1768 einen Bachelor, Master und 1775 einen Doktor in Rechtswissenschaft erhielt. Er arbeitete zuerst als Gerichtsdiener in Brecon, und 1770 wurde er zum Diakon und 1772 zum Priester der Anglikanischen Kirche in South Petherton geweiht. Er musste seine Kuratie in Somerset wegen seinen evangelikalen Neigungen aber 1776 aufgeben, woraufhin er sich 1777 den Methodisten anschloss. Dort wurde er rasch John Wesleys wichtigster Helfer und von diesem wohl auch als dessen Nachfolger ausersehen. 1780 wurde er Bezirksleiter in London, und 1782 der Vorsitzende der Irischen Konferenz. 1784 übertrug Wesley Coke die Aufsicht über die Methodisten in den Vereinigten Staaten, indem er ihn zum dortigen Superintendenten ernannte. Francis Asbury wurde von Coke gemäß Wesleys Bitte zum Diakon und Ältesten ordiniert und als zweiter Superintendent ernannt. Auf der sogenannten Weihnachtskonferenz in Baltimore, der Gründungsversammlung der amerikanischen Methodisten, wurden beide Geistlichen durch Wahl in ihrem Amt als Superintendenten bestätigt. Gemeinsam standen sie nun der Bischöflichen Methodistenkirche vor, die eine eigene Kirchenordnung erhielt. 1785, nur ein Jahr später, drohte er als überzeugter Abolitionist den Sklavenhaltern in der Kirche mit Ausschluss und überreichte US-Präsident George Washington auf seinem Landsitz Mount Vernon eine Petition zur Abschaffung der Sklaverei.
In den nächsten 25 Jahren stattete Coke den US-amerikanischen Methodistengemeinden regelmäßige Besuche ab, aber er wurde teilweise beargwöhnt, da man bei ihm Loyalitätskonflikte in Bezug auf Großbritannien einerseits und die USA andererseits befürchtete. Doch er sorgte maßgeblich dafür, dass sich die methodistische Kirche in den Vereinigten Staaten festigen und ausdehnen konnte.
1786 stellte er einen Missionsplan auf und schrieb eine erste methodistische Schrift zur Förderung der Mission, weil er Prediger als Missionare nach Neufundland und Antigua senden wollte. 1790 wurde er an der letzten Konferenz von Wesley in Bristol zum Vorsitzenden des Missionskomitees ernannt, und 1804 zum Präsidenten, um diese Arbeit besser zu organisieren. Ab 1792 sandte er erste Missionare in die Karibik, dann nach Sierra Leone, Neuschottland, 1799 nach Irland, Frankreich und 1800 nach Wales. Mit Geld aus seinem Erbe unternahm er auch selbst Reisen nach Westindien, Kanada und Westafrika, um die Mission durch Methodisten zu fördern. Er tat sich außerdem als Schriftsteller hervor: Von ihm stammt ein mehrbändiger Bibelkommentar sowie eine Geschichte der Westindischen Inseln.
Coke reiste Zeit seines Lebens neunmal nach Amerika. Er starb während einer Reise von Liverpool nach Südafrika, Ceylon und Indien, die er ebenfalls für die methodistische Mission erschließen wollte. Sein Leichnam wurde über Bord geworfen.

## Ehrungen
Nach Thomas Coke wurde das 1787 gegründete Cokesbury College in Abingdon, Maryland, genannt. Es war die erste amerikanische methodistische Schule.

## Schriften
- An Address to the Pious and Benevolent, Proposing an Annual Subscription for the Support of Missionaries in the Highlands and Adjacent Islands of Scotland, the Isles of Jersey, Guernsey, and Newfoundland, the West Indies, and the Provinces of Nova Scotia and Quebec, London 1786.
- A history of the West Indies: containing the natural civil, and ecclesiastical history of each Island, 3 Bände, London 1808–1810, Neudruck 1971.
- Mit Henry Moore: Life of John Wesley, 1792.
- Commentary on the Old and New Testaments, 5 Bände, 1801–1803.
- Sermons.